# 12722 Петрарка
12722 Петрарка (12722 Petrarca) — астероїд головного поясу, відкритий 10 серпня 1991 року.
Тіссеранів параметр щодо Юпітера — 3,569.